# Dangeau
Dangeau ist eine französische Gemeinde mit 1.260 Einwohnern (Stand: 1. Januar 2022) im Département Eure-et-Loir in der Region Centre-Val de Loire. Sie gehört zum Arrondissement Châteaudun und zum Kanton Châteaudun. Die Einwohner werden Dangeolais genannt.
Sie entstand als namensgleiche Commune nouvelle mit Wirkung vom 1. Januar 2018 durch die Zusammenlegung der bisherigen Gemeinden Bullou, Dangeau und Mézières-au-Perche, denen in der neuen Gemeinde den Status einer Commune déléguée nicht zuerkannt wurde. Der Verwaltungssitz befindet sich im Ort Dangeau.

## Gliederung
| Ortsteil                    | ehemaliger INSEE-Code | Fläche (km²) | Höhenlage (m) | Einwohnerzahl (2015) | Dichte (Einw. je km²) | Kantonszugeörigkeit |
| --------------------------- | --------------------- | ------------ | ------------- | -------------------- | --------------------- | ------------------- |
| Bullou                      | 28066                 | 09,14        | 144–169       | 238                  | 26,0                  | Bro                 |
| Dangeau (Verwaltungssitz)00 | 28127                 | 39,63        | 130–184       | 920                  | 23,2                  | Châteaudun          |
| Mézières-au-Perche          | 28250                 | 06,11        | 136–165       | 133                  | 21,8                  | Bro                 |

71,6 Prozent der Gemeindebevölkerung entfielen 2016 auf den Ortsteil Dangeau (919 Einw.) und 28,4 Prozent (364 Einw.) auf die beiden anderen Ortsteile.

## Bevölkerungsentwicklung
| Gemeinde                  | Einwohnerzahlen (Census) |      |      |      |      |      |      |      |      |      |      |
| Gemeinde                  | 1962                     | 1968 | 1975 | 1982 | 1990 | 1999 | 2006 | 2008 | 2011 | 2013 | 2015 |
| ------------------------- | ------------------------ | ---- | ---- | ---- | ---- | ---- | ---- | ---- | ---- | ---- | ---- |
| Bullou                    | 245                      | 219  | 193  | 173  | 204  | 205  | 213  | 217  | 233  | 242  | 238  |
| Dangeau                   | 1006                     | 915  | 829  | 749  | 742  | 775  | 916  | 936  | 959  | 948  | 920  |
| Mézières-au-Perche00      | 166                      | 155  | 149  | 140  | 140  | 136  | 129  | 128  | 130  | 133  | 133  |
| Dangeau                   | 1417                     | 1289 | 1171 | 1062 | 1086 | 1116 | 1258 | 1281 | 1322 | 1323 | 1291 |
| Quelle: Cassini und INSEE |                          |      |      |      |      |      |      |      |      |      |      |

Die (Gesamt-)Einwohnerzahlen der Gemeinde Dangeau wurden durch Addition der bis Ende 2017 selbständigen Gemeinden ermittelt.

## Sehenswürdigkeiten
- Kirche Saint-Georges-et-Saint-Pierre in Dangeau aus dem 12. Jahrhundert, Monument historique seit 1959
- Kirche Saint-Pierre in Bullou
- Kirche Notre-Dame in Mézières-au-Perche
- Schloss Bouthonvilliers aus dem 17./18. Jahrhundert, Monument historique seit 1975

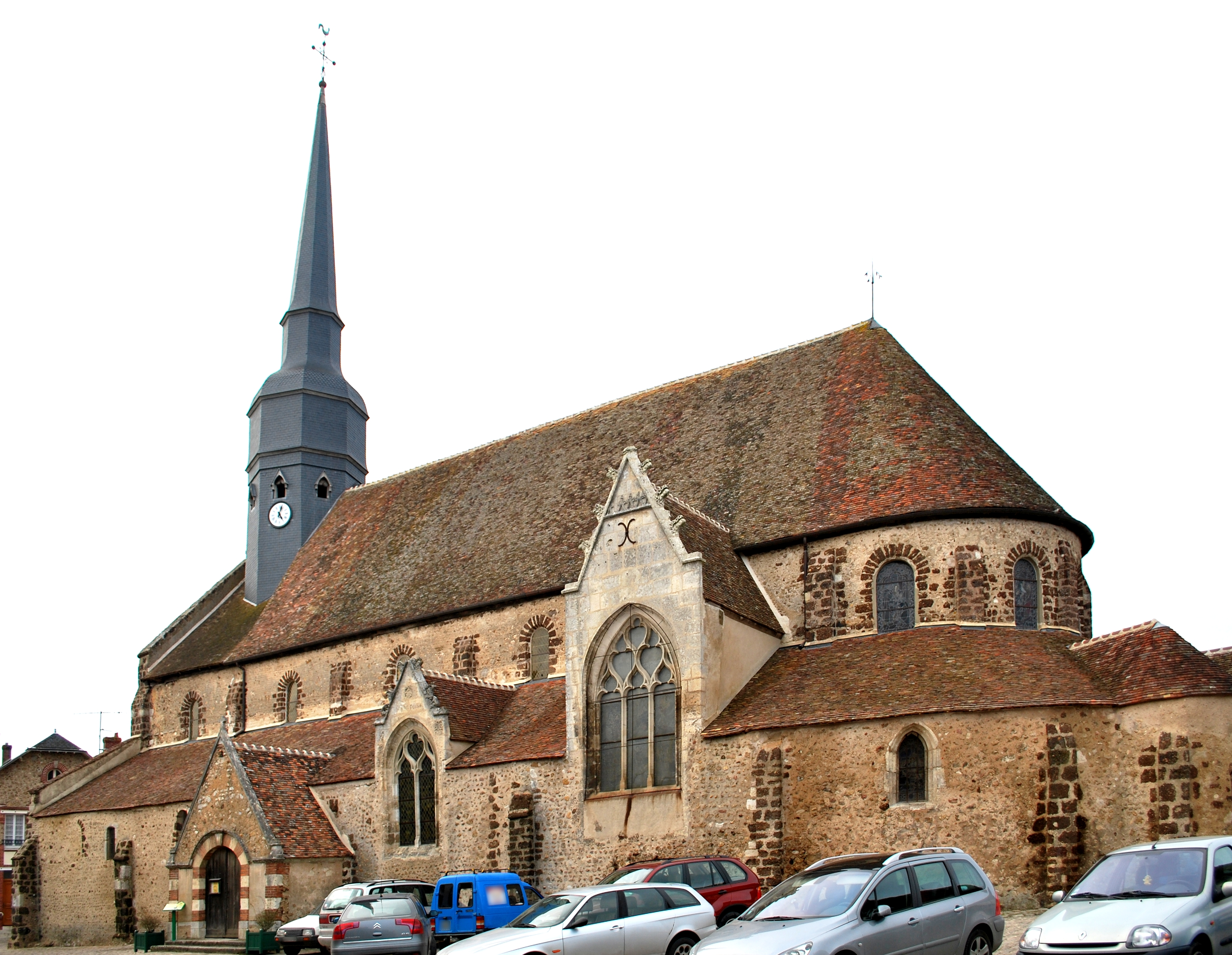
Kirche Saint-Georges-et-Saint-Pierre
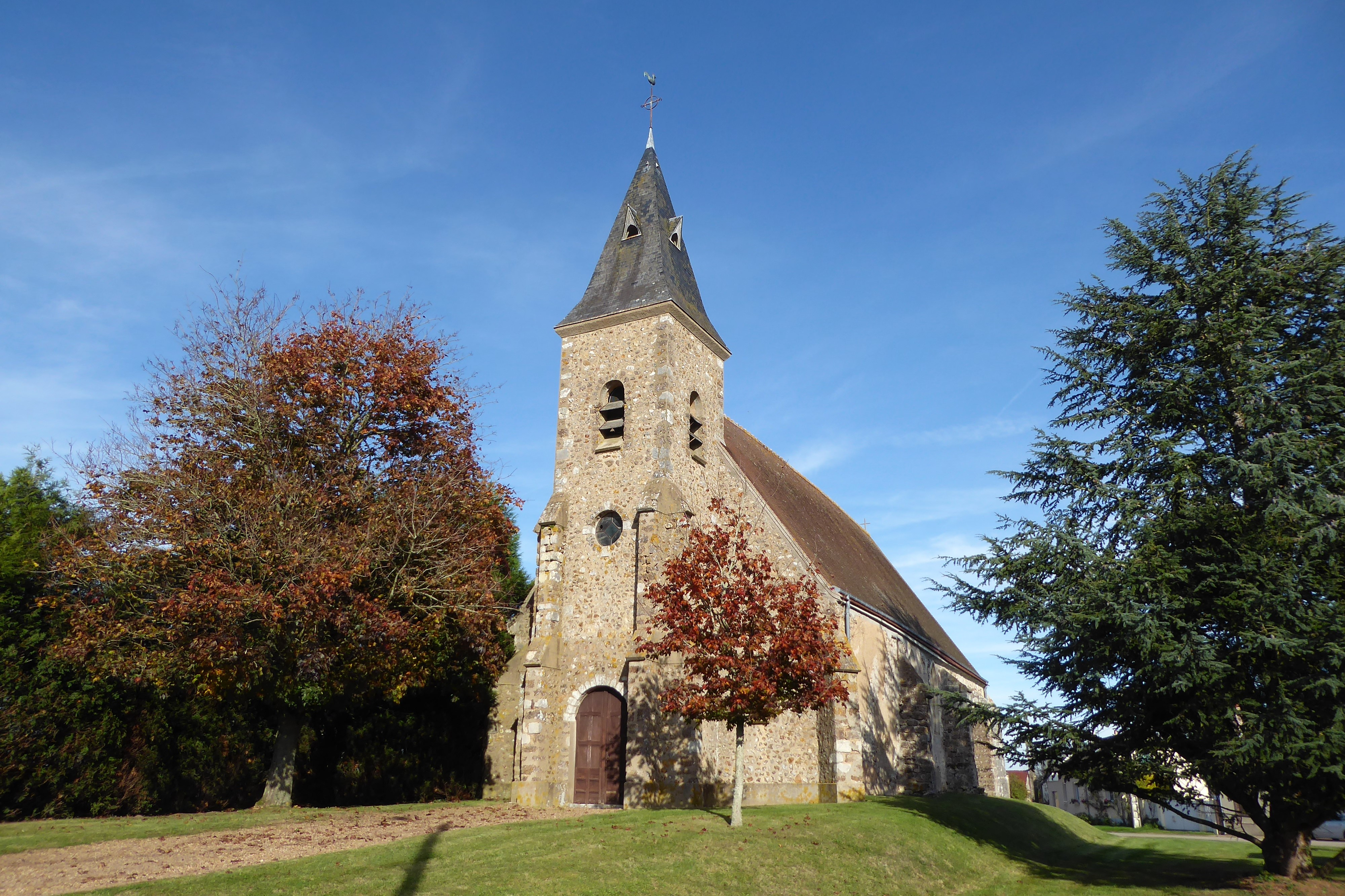
Kirche Notre-Dame
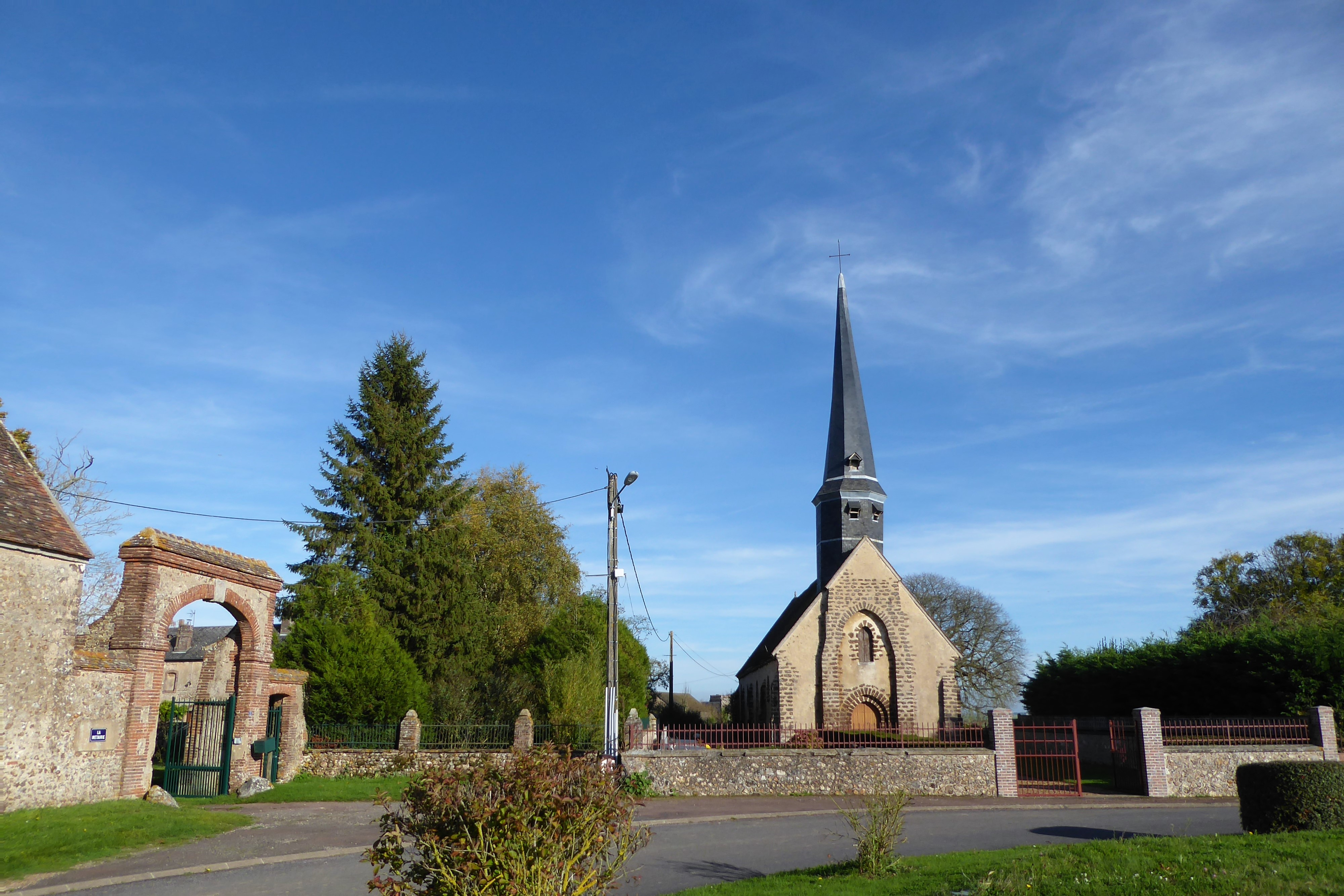
Kirche Saint-Pierre
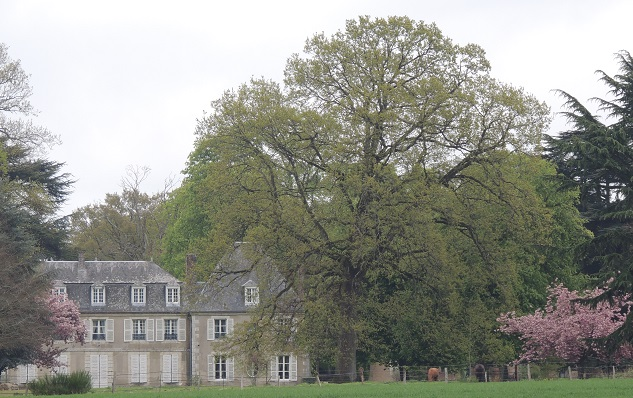
Schloss Bouthonvilliers

## Persönlichkeiten
- Philippe de Courcillon (1638–1720), Marquis von Dangeau
- Louis de Courcillon de Dangeau (1643–1723), Abbé von Dangeau
- Jacques Madubost (1944–2018), französischer Leichtathlet, geboren in Dangeau